# Peter Paige
Pour les articles homonymes, voir Paige.
Peter Paige est un acteur américain, metteur en scène et scénariste né le 20 juin 1969  à West Hartford, (Connecticut, États-Unis).

## Biographie
À l'âge de 6 ans, il a découvert le théâtre et s'intéressait à la mise en scène. Déjà avant de terminer le lycée, il avait vécu dans sept états américains différents.
Après avoir achevé la Boston University of Theatre Arts (dont il avait obtenu une bourse), Peter Paige est allé à New York puis  Los Angeles.
Il est apparu pour la première fois à la télévision dans la sitcom Susan !. Puis des apparitions dans des séries telles que Caroline in the City, MTV´s Undressed, Will et Grace et Bones mais son travail le plus connu est sans doute celui d'Emmett Honeycutt dans Queer as Folk.
Il aime le tennis, les sushis, l’art contemporain et est passionné par la politique.
Il a créé la série The Fosters diffusée entre 2013 et 2018 sur ABC Family devenue Freeform. 
Suivi du spin-off étant une suite : Good Trouble, diffusé depuis 2019 sur la même chaîne.

## Filmographie

### En tant que réalisateur
En 2005, Il a réalisé un film dramatique, Say Uncle.

### Film
- 2020 : Quand Harry rencontre Sam

### Séries TV
- 1997 : Susan ! (Suddenly Susan) : Neil Pomerantz
- 1998 : Caroline in the City : Robert
- 1999 : Undressed : Kirk
- 1999 : Will et Grace : Roger O'Neil
- 2000-2005 : Queer as Folk : Emmett Honeycutt
- 2006 : Grey's Anatomy : Benjamin O'Leary
- 2006-2009 : American Dad! : Jason (voix)
- 2009 : Les Experts : Miami : Glenn Wagner
- 2010 : The Closer : L.A. enquêtes prioritaires - Ricky
- 2011 : Bones : Darren Hargrove